# بيروغالول
بيروغالول هو مركب كيميائي عضوي له الصيغة C6H6O3، والتي يمكن كتابتها على الشكل C6H3(OH)3، ويكون على شكل بلورات بيضاء / عديمة اللون في حالته النقية.
يعد بيروغالول واحداً من ثلاثة متصاوغات لمركبات ثلاثي هيدروكسي البنزين.

## التحضير
حضر المركب لأول مرة سنة 1786 من قبل الكيميائي كارل فلهلم شيله، وذلك بتسخين حمض الغاليك؛ حيث يؤدي ذلك إلى نزع كربوكسيل من البنية:
كما يمكن الحصول عل المركب من مادة العفص. كما يوجد المركب طبيعياً في نبتة أم ألف ورقة ‏ البحرية.

## الخواص
يوجد البيروغالول على شكل مادة بلورية بيضاء/عديمة اللون، والتي قد تتلون بلون بني عند التعرّض لأكسجين الهواء. ينحل البيروغالول بشكل جيد في الماء، وكذلك في الإيثانول وثنائي إيثيل الإيثر.
يعد البيروغالول من المختزلات القوية، ويمتص الأكسجين من الهواء بشكل كبير في المحاليل القلوية. يمكن إضافة كربوكسيل إلى المركب بواسطة تفاعل كولبة-شميت:

## الاستخدامات
يستخدم في مستحضرات صبغ الشعر، وفي المطهّرات؛ وفي الماضي كمادة مظهرة في التصوير الضوئي.